# Futanari
Futanari (ふたなり dạng hiếm: 二形 (nhị hình), 双形 (song hình), nghĩa đen: dạng kép; 二成 (nhị thành), 双成 (song thành), nghĩa đen: [thuộc] hai loại) là từ tiếng Nhật của thuật ngữ lưỡng tính (hermaphroditism), là từ mà còn được sử dụng với nghĩa rộng hơn cho thuật ngữ androgyny (chỉ xu hướng hướng đến sự lưỡng tính của con người, thể hiện rõ trong một số lĩnh vực như văn hoá, thời trang và ký tượng học).:79, 81

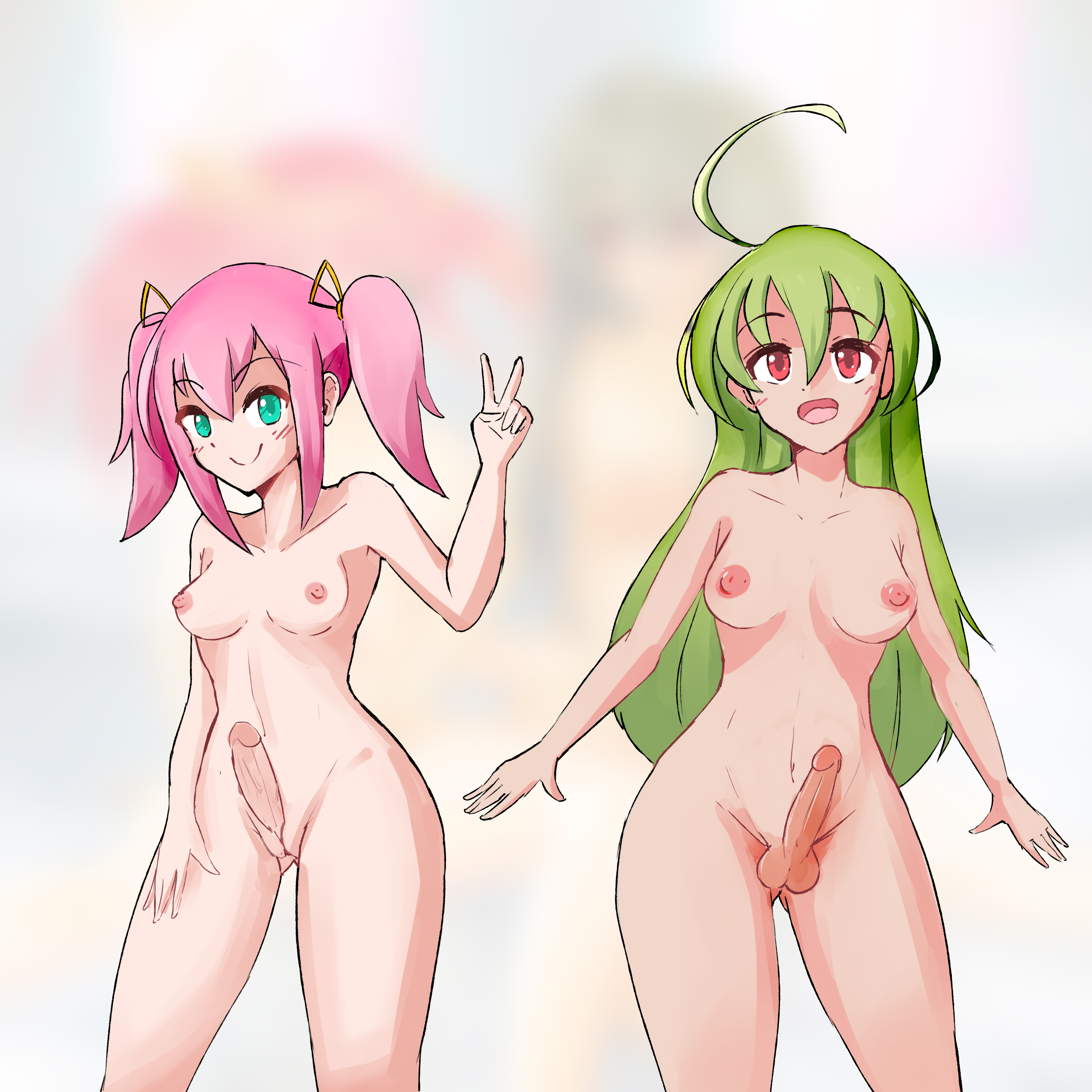
Ví dụ minh họa về hai biến thể futanari. Một có tinh hoàn (phải) và một không có (trái).

Bên ngoài Nhật Bản, thuật ngữ này được sử dụng để mô tả một thể loại khiêu dâm thông thường của eroge, truyện tranh và anime mà bao gồm các nhân vật thể hiện cả hai đặc điểm giới tính chính. Trong ngôn ngữ ngày nay, nó hầu như chỉ đề cập đến những nhân vật có ngoại hình nữ tính về mặt tổng thể. Trong trường hợp đó, thuật ngữ này thường được viết tắt là futa (có thể thêm s với số nhiều trong tiếng Anh), từ mà đôi khi cũng được sử dụng như một thuật ngữ chung cho bản thân các tác phẩm theo thể loại này.

## Nguồn gốc lịch sử

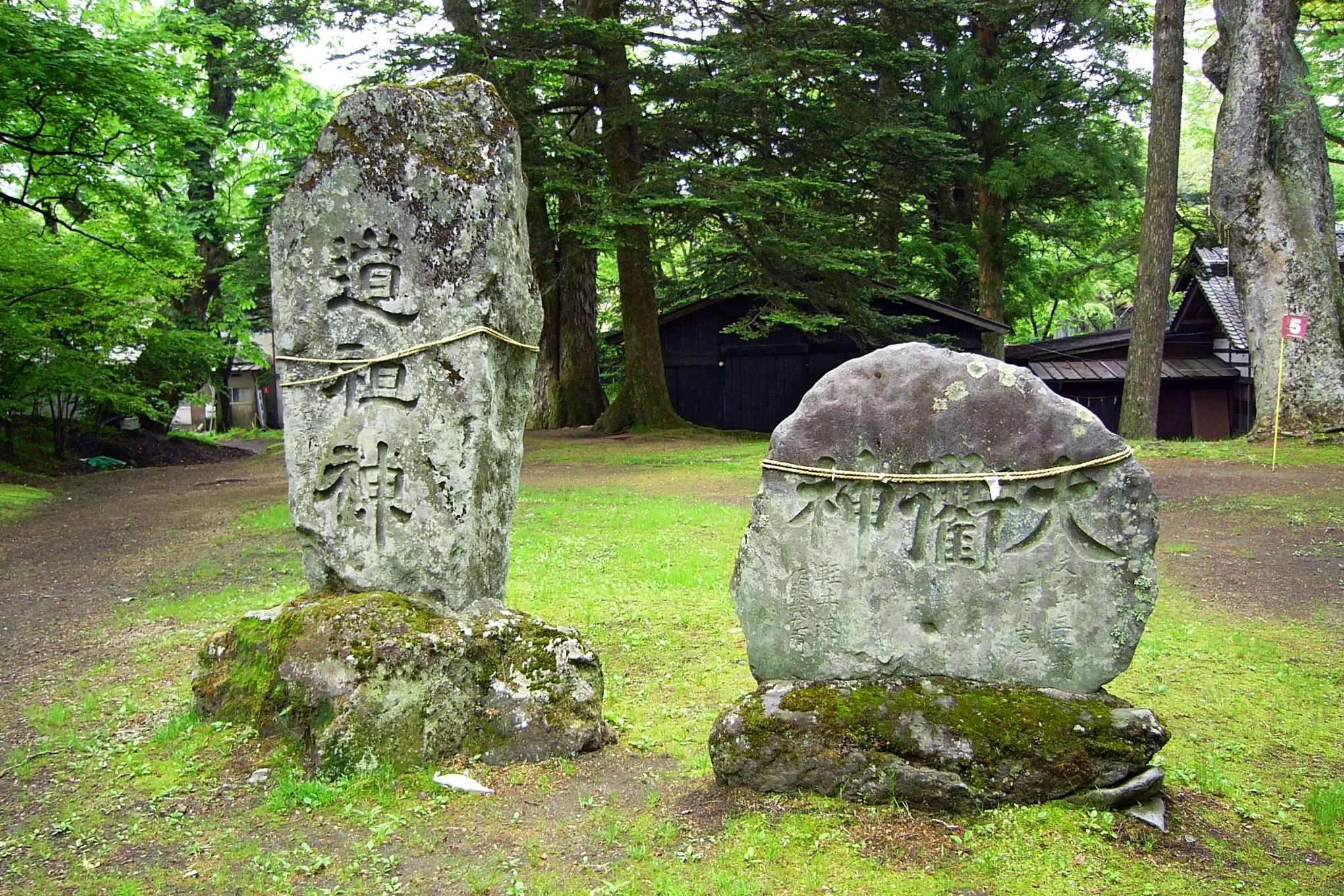
Tượng đá (với shimenawa) đại diện cho Dōsojin được tìm thấy gần Karuizawa, Nagano